# Igreja de Chesme
Igreja Chesme (em russo:  Чесменская церковь; nome completo: Igreja de São João Batista no Palácio Chesme, em russo:  це́рковь Рождества́ Иоа́нна Предте́чи при Че́сменском Дворце́), também chamada de Igreja da Natividade de São João Batista, é uma pequena igreja Ortodoxa Russa em 12 Lensoveta Street, em São Petersburgo, Rússia. Foi construída pelo arquiteto russo da corte Yury Felten, em 1780, no governo de Catarina, a Grande, imperatriz da Rússia. Uma memorial de igreja, que foi erguido ao lado do Palácio Chesme entre São Petersburgo e Tsarskoye Selo para comemorar o aniversário da vitória da Rússia de 1770 sobre as forças turcas na batalha de Chesme (em turco:  Çeşme) no Mar Egeu durante a Guerra Russo-Turca de 1768-1774.
A igreja e o Palácio Chesme foram as primeiras construções neogóticas na área de São Petersburgo. Considerada por alguns como a única igreja de São Petersburgo mais impressionante, é um exemplo raro de uma influência precoce na arquitetura do neogótico na igreja russa.

## Etimologia
Anteriormente foi chamada de "Igreja da Natividade de São João Batista", já que foi consagrada no dia do aniversário de João Batista. Como ela foi construída para homenagear a Batalha de Chesma onde os russos saíram vitoriosos em 1770, a igreja também é popularmente conhecida como a "Igreja Chesme".

## Geografia
A igreja está localizada na Vila Vermelha, que era uma propriedade rural da família Sergey Poltoratski, amigos de Alexandre Pushkin. Ela está situada em uma área que ficou conhecida como Kekerekeksinen (em finlandês:  sapo do pântano), que hoje encontra-se numa área de habitação conhecida como Moskovsky Prospekt, aproximadamente a meio caminho entre Park Pobedy e da estação de metro Moskovskaia. Enquanto a igreja foi construída em um local muito comum em 1770, ao longo dos séculos, tornou-se parte da cidade de São Petersburgo. Localizada entre São Petersburgo e do palácio de verão em Tsarskoye Selo, serviu como local de descanso de um viajante.

## História
Em 1777, o rei Gustavo III da Suécia participou do lançamento da fundação da igreja. A igreja foi construída entre 1777 e 1780. É uma igreja memorial em honra a vitória da Rússia na Batalha de Chesme em 1770. A imperatriz Catarina II escolheu o local pois foi aqui que ela recebeu a notícia da vitória russa sobre a turcos. José II, imperador romano a presenteou na consagração da igreja.
Os cavaleiros da Ordem de São Jorge também estavam na posse da igreja, em alguns momentos, quando foi dado o terceiro nome, "Igreja de São Jorge".
A igreja e o Palácio de Chesme tornaram-se um campo de trabalho quando o governo soviético a ocupou. Em 1923, a igreja foi fechada e usado como um armazém. Entre 1941 e 1945, a igreja sofreu danos durante a "Grande Guerra Patriótica". Durante a Segunda Guerra Mundial, o Instituto de Tecnologia de Aviação tomou posse da Igreja e do Palácio de Chesme. Durante 1970-75, foi totalmente restaurada sob a supervisão dos arquitetos do MI Tolstov e Kulikov AP. Em 1977, a igreja se tornou um museu da Batalha de Chesme (com artefatos do Museu Naval Central). O controle religioso foi restaurado pela Igreja Ortodoxa Russa, em 1991, e os serviços regulares da igreja foram realizadas na catedral desde então.

## Arquitetura
A igreja, foi construída no estilo neogótico, na forma de um bolo de casamento na frente sudoeste. Pintada de rosa e branco, a igreja se parece como um "cone de chocolate, com longas, listras verticais brancas (em seqüência de relevo com cornijas verticais desenhadas juntamente com figurados horizontais fáscial) dando a impressão de que está subindo para cima da terra como uma miragem e um tiro para cima." A igreja foi construída por Yury Felten, que foi o arquiteto da corte de Catarina, a Grande.
A inspiração para adotar o estilo pseudo-gótico de arquitetura era um símbolo "do exotismo da arquitetura turca, mas também reflete a Anglomania que influenciou significativamente o projeto de palácios de Catarina e os parques em torno deles". Enquanto o Palácio Chesme foi construído sobre estas linhas, a Igreja de São João Batista também foi construída em um estilo similar. Este estilo introduzido durante o tempo de Catarina veio em voga na Rússia também nos séculos seguintes. Diz-se também que a escolha do estilo da arquitetura neogótica era indicativa o "triunfo para antigas virtudes do norte no espírito dos cruzados".
A igreja foi construída com tijolo e pedra branca. Tem um esquema "quadrifólio" na forma de quatro semi-cilindros com abóbadas. Sobre ele foram construídos ornamentos de telhado, coruchéus e janelas lancetas, e o edifício surgiu como uma fusão de motivos góticos e neo-góticos. O desenho de quatro folhas era comum no final do século XVII em muitas igrejas de propriedades privadas e o estilo era conhecido como "barroco de Moscou". Durante o século XVIII, sua adoção durante o reinado de Catarina foi considerada uma experimentação que reflete "a crescente secularização da alta nobreza". A entrada da igreja tem uma rosácea neo-gótica e uma janela redonda acima dela. O portal de entrada tem esculturas de anjos. A torre principal e quatro pequenas torres têm pequenas cúpulas, que são substitutas das tradicionais cúpulas de cebola comumente vistas na Rússia. A cruz que foi fixada na torre central originalmente foi substituída pelo símbolo proletariado russo de labuta na forma de um martelo, pinças e bigorna. As paredes são listradas e com ameias. O impressionante design de alívio no topo das paredes também são na forma de parapeitos com ameias e pináculos. Há também um sino de 100 quilogramas em uma das torres. Também tem janelas lancetas e portas. O interior, que originalmente tinha ícones italianos, foi destruído em um incêndio em 1930. No entanto, foi restaurado quando a igreja foi remodelada. Dentro da igreja, há muitas pinturas icônicas e uma de interesse particular é a da chegada de Cristo em Nazaré. Quando era um museu naval, havia uma pintura vívida, em cores ricas, descrevendo a batalha do mar e a vitória russa sobre os turcos, no lugar do "Cristo salvador na abside de altar sem iconostasias". Nada resta dos interiores originais.
As vistas exteriores da igreja são impressionantes. As lanternas no telhado são indicadas a serem semelhantes às vistas no templo gótico em Stowe House.

## Terreno
Os recintos da igreja têm sido usados como um relicário para os heróis de guerra desde a época de sua consagração e durante o cerco de Leningrado. O cemitério é conhecido como o "Cemitério Chesmenskoe dos Veteranos de Guerra", e contém sepulturas sem nome datados de 1812-1944 daqueles que morreram nas guerras russas.

## Pessoas notáveis
O caixão de Rasputin descansou na igreja de Chesme antes de seu enterro em Tsarskoye Selo em 1916.